# جيانماركو انغروسو
جيانماركو انغروسو (بالإيطالية: Gianmarco Ingrosso) (28 يناير 1989 بغاليانو دل كابو في إيطاليا - ) هو لاعب كرة قدم إيطالي في مركز الدفاع. لعب مع نادي ليتشي وFC Matera ‏ وL'Aquila 1927 ‏ وPaganese Calcio 1926 ‏.

## روابط خارجية
- جيانماركو انغروسو على موقع قاعدة بيانات كرة القدم.إي يو (الإنجليزية)
- جيانماركو انغروسو على موقع Soccerway.com (الإنجليزية)
- جيانماركو انغروسو على موقع عالم كرة القدم.نت (الإنجليزية)